# Евенки
Евенки (самоназва евенкіл), стара назва — тунгуси, сибірський малочисельний корінний народ, мова якого належить до тунгусо-маньчжурських мов. Населяють велику, але рідкозаселену територію в Росії, Китаї і Монголії від Єнісею на Заході до Охотського моря на Сході, від Північного Льодовитого океану на Півночі до Маньчжурії на Півдні.

## Розселення
В Росії чисельність за даними Всеросійського перепису населення 2002 року — 35 527 чоловік. Існує тенденція до її зростання, у 1989 році їх було 29,901 тисяч.
Чисельність евенків у Росії:

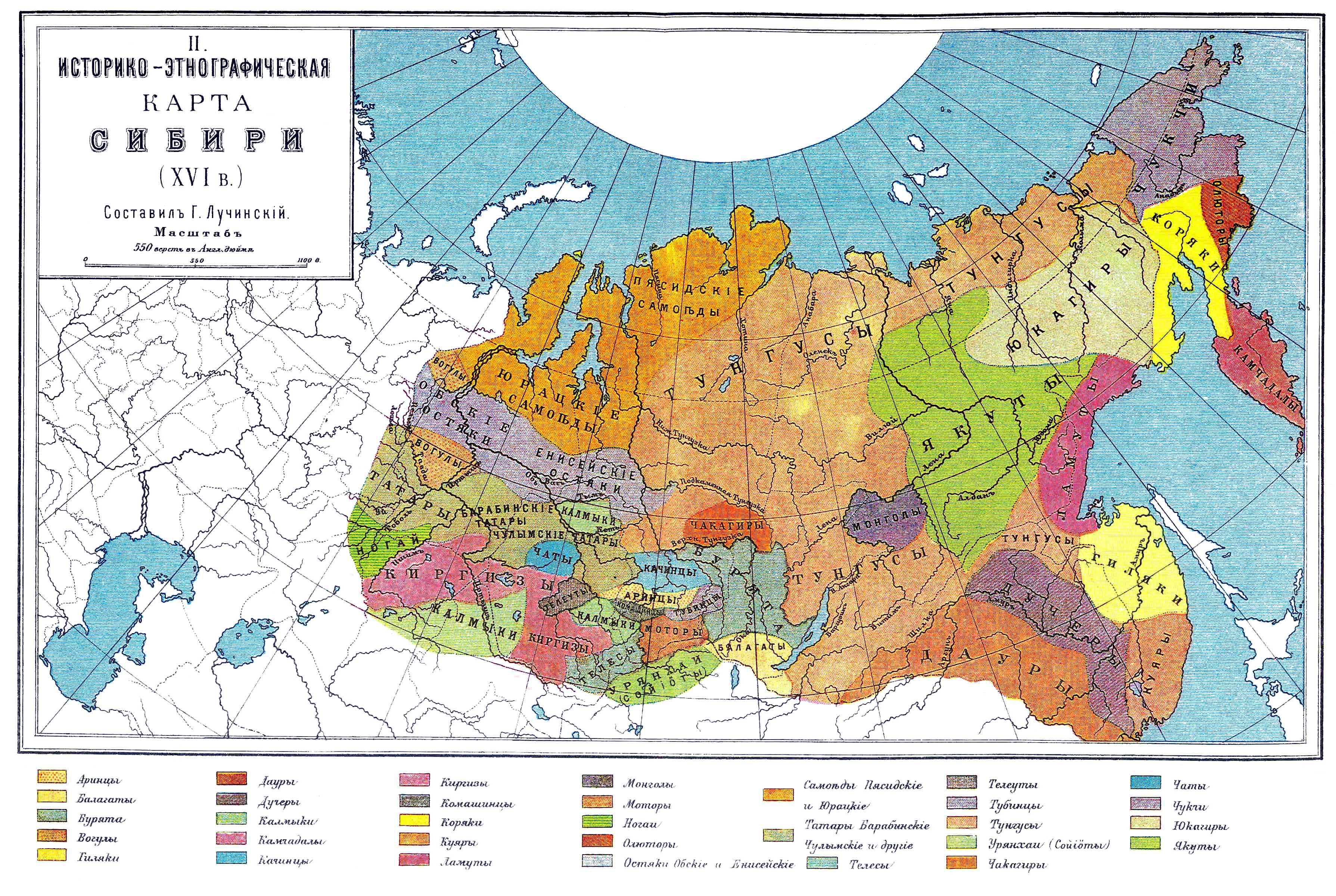
Етнічна мапа (бл. 1900 р.) Сибіру з територією розселення евенків (на мапі — тунгусів) у XVI ст. до російської експансії.
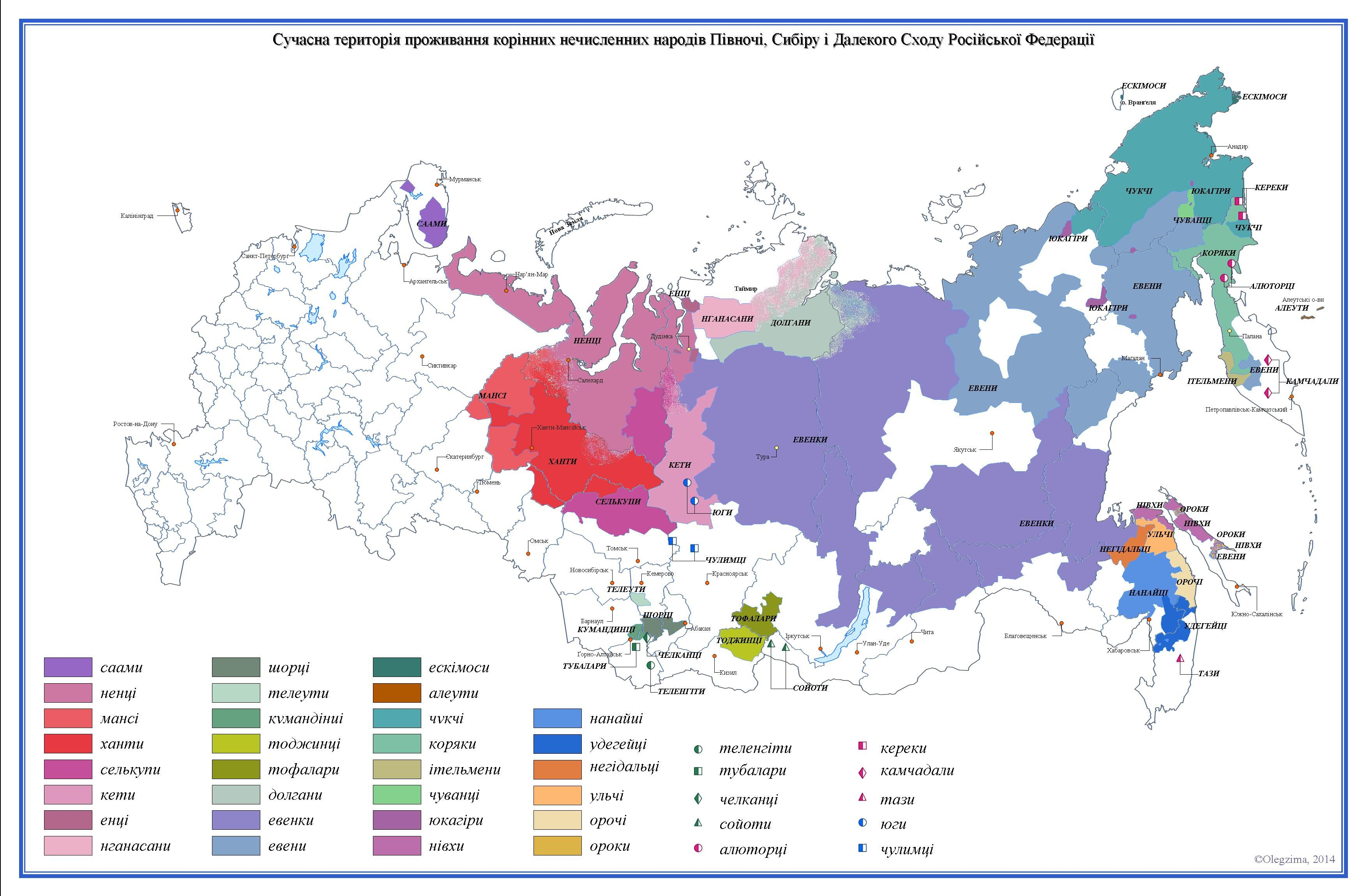
Евенки на карті розселення корінних малочисельних народів Росії
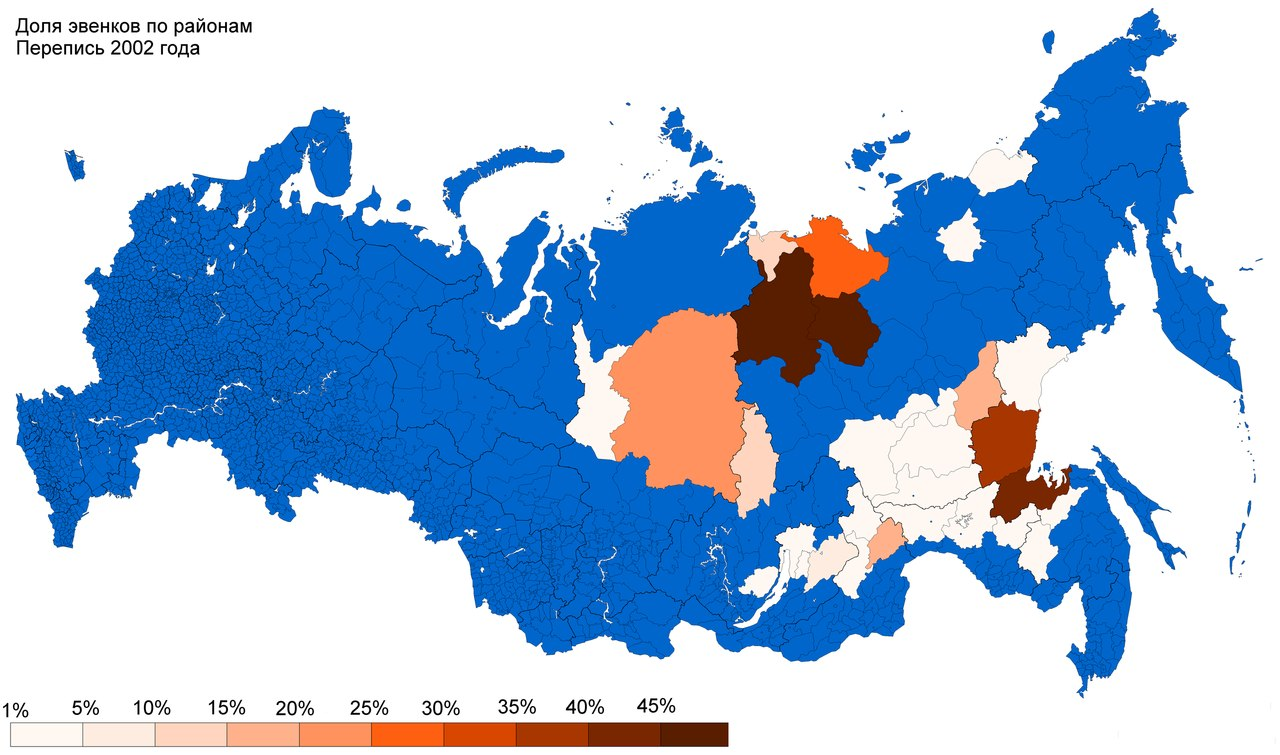
Частка евенків у населенні району (2002)
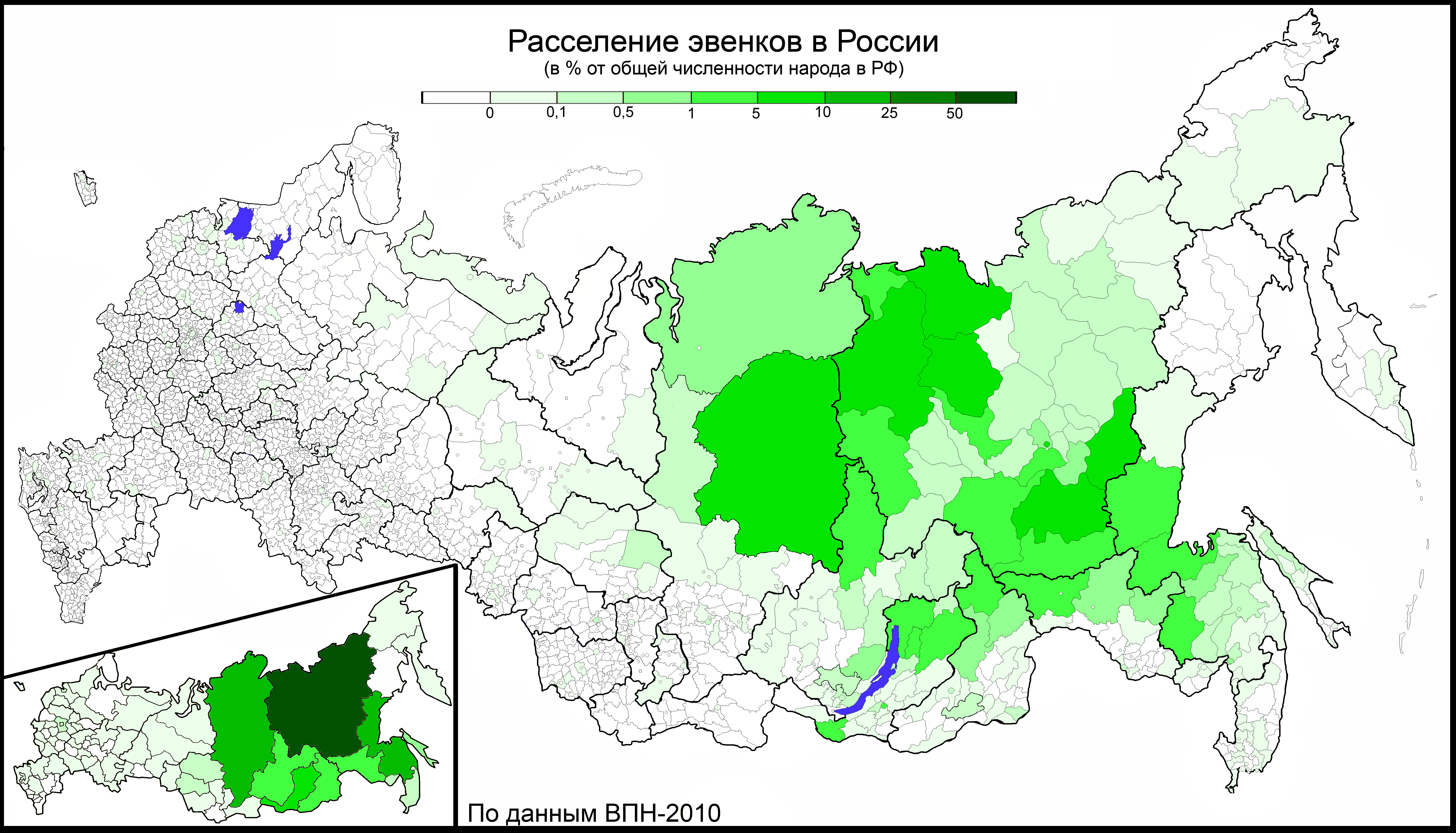
Частка евенкійського населення району у загальній чисельності евенків у РФ (2010)

### Евенки в Україні
Відповідно до перепису населення 2001 року в Україні проживало 48 евенків. Своєю рідною мовою тридцять п'ять людей зазначили російську, чотири людини — евенкійську, троє людей — українську.

## Історія

### Евенки в Російській та Китайській імперіях
- У 1630-х князь Бомбогор очолює приамурських (південних) евенків та даурів у війні проти маньчжурів, які захопили Китай. Зрештою південні евенки були розбиті у 1640 році та підпорядковані Китаю.
- У 1667 році приамурський евенкійський князь Гантімур з власної ініціативи переходить з китайського підданства у московське разом із своїм племенем та засновує російський рід Гантімурови.
- У 1761 році Росією був заснований Тунгуський козацький полк у Забайкаллі.
- 1740—1793 Хайланьча — евенк очолює китайську армію династії Цін.

### Радянський період
- Тунгуси, які жили на узбережжі Охотського моря та у Якутії брали участь у якутських повстання 1920-х років. У 1925 році в результаті Тунгуського повстання була проголошена незалежна Тунгуська народна республіка на березі Охотського моря.
- У перші роки радянської влади кілька сотень евенків, що жили на Учурі в Якутії, вирішили перейти до Китаю, але були розстріляні військами МДБ[3].
- У перші 13 років радянської влади була створена низка евенкійських національних округів та районів, зокрема Евенкійський автономний округ (зараз — Красноярський край, Центральний Сибір), Вітімо-Олекмінський національний округ (Забайкалля), а також Охотсько-Евенський національний округ на узбережжя Охотського моря, південна частина якого була населена евенками. За винятком першого округу, автономії були скасовані у 1930-х.
- Під час колективізації евенки взяли участь у Таймирському повстанні 1932 року.
- Під час Другої світової війни прославилися евенкійські снайпери.
- Після перемоги комуністів в Китаї був утворений Евенкійський автономний хошун та Ороченський автономний хошун.

### У складі РФ
- У 1991 році Евенкійський автономний округ став суб'єктом Російської Федерації, водночас підпорядковуючись Красноярському краю. У 1992 році, під час періоду підвищення статусу автономій РФ, у документах Верховної Ради РФ округ згадується як «Евенкійська автономна область»[4].
- У 2005 році в рамках кампанії з ліквідації національних округів Евенкійський автономний округ був перетворений на Евенкійський район Красноярського краю, втративши статус суб'єкту федерації. Після пониження статусу округу в Росії залишилися евенкійські національні автономії тільки районного рівня. Окрім Евенкійського району Красноярського краю, евенкійські райони є в Якутії (Анабарський улус, Жиганський улус, Оленьоцький улус) та Бурятії (Баунтовський евенкійський район).
- У 2009 році «Союз евенкійців» звернувся з проханням про відновлення автономії[5]. Громадські організації та активісти засвідчують погіршення соціального становища в районі після пониження його статусу[6][7][8]. Евенки стикаються з екологічними та земельними проблемами через розробку корисних копалин[9][10].

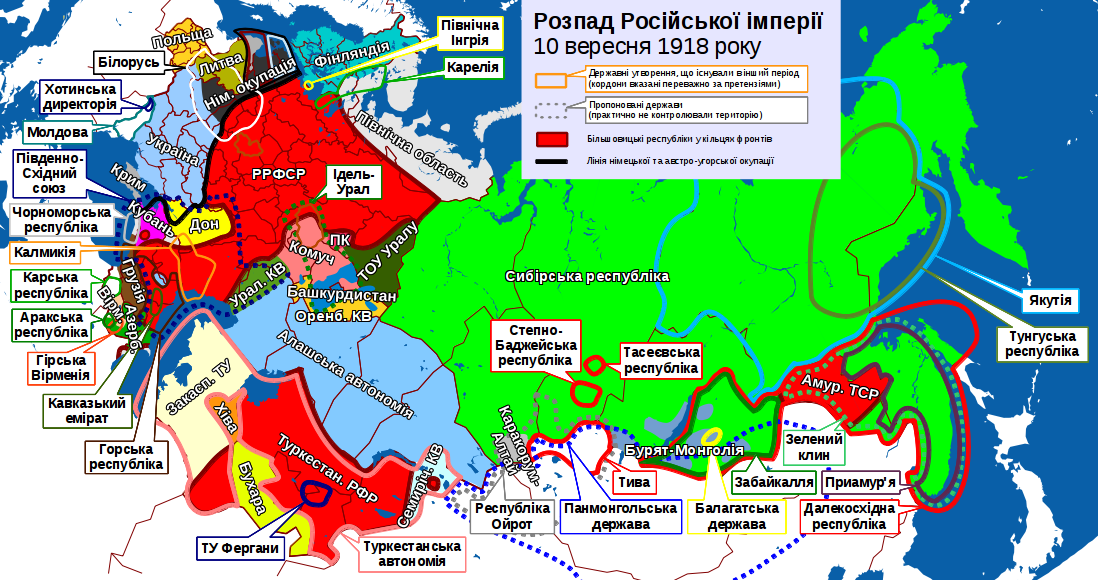
Тунгуська республіка на карті розпаду Російської імперії
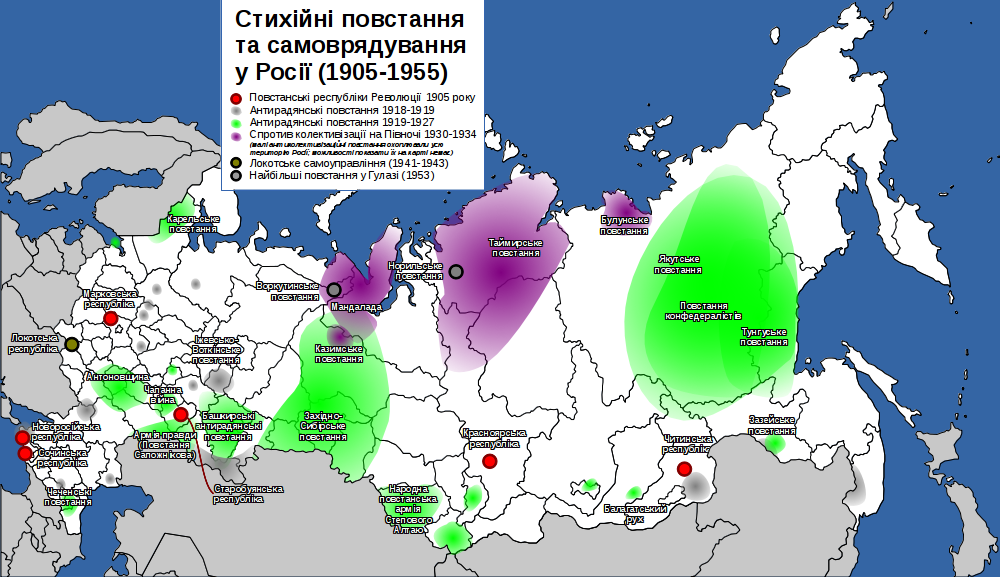
Повстання, у яких брали участь евенки: тунгуське, конфедералістів, булунське, таймирське
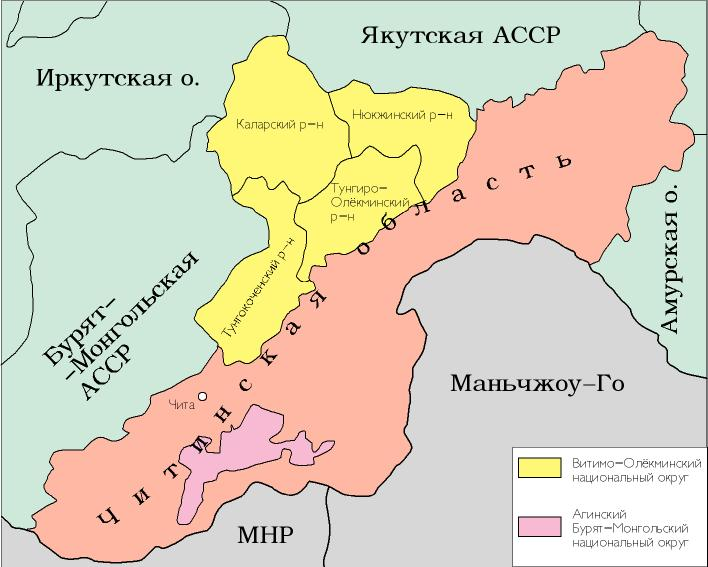
Вітімо-Олекмінський національний округ
Охотсько-Евенський національний округ
Евенкійський автономний округ
Округ Хулунбуїр, до складу якого входять Евенкійський автономний хошун та Ороченський автономний хошун, Внутрішня Монголія, Китай
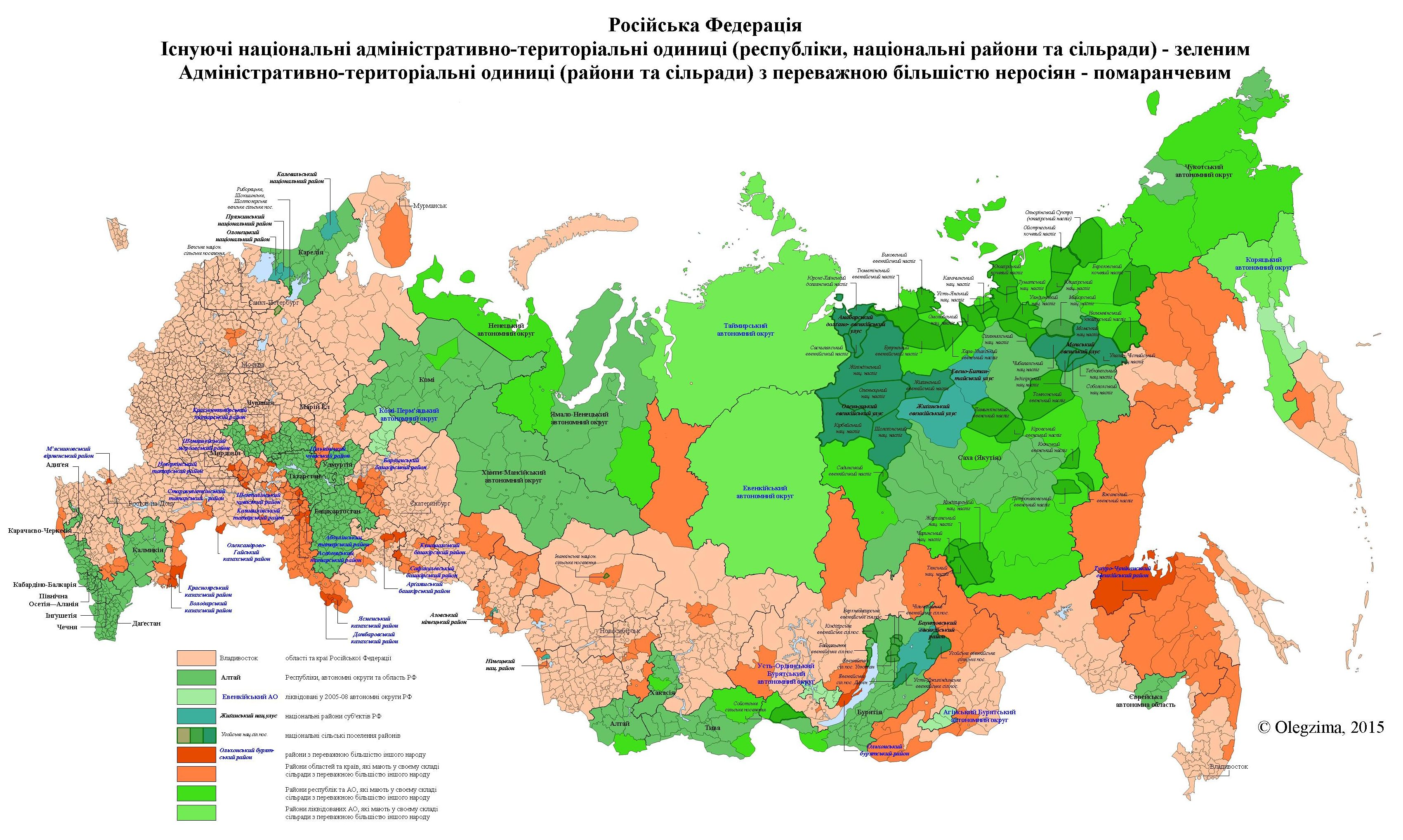
Евенкійські національні райони у сучасній Росії

## Етнічні групи
- Власне евенки — живуть в основному в Росії, невелика група — в Китаї.
- Хамнігани — нащадки евенків, що перейняли монгольську або бурятську мову та буддійську релігію. Вважаються етнічною групою бурят.
- Орочони — живуть тільки в Китаї.
- Солони — живуть тільки в Китаї.

За мовою найближчими до евенків народами є евени та негідальці.

## Мова
Говорять евенкійською мовою тунгусо-маньчжурської мовної групи, алтайської родини мов. Незважаючи на розселення на гігантській території, наріччя евенкійської мови взаємно зрозумілі. Поширена російсько-евенкійська двомовність, останнім часом — російська одномовність, у Якутії — тримовність та якутсько-евенкійська двомовність.
Евенкська писемність вперше була створена в 1929 році на латинській графічній основі, з 1937 — на основі російської абетки. До 1958 року в абетку вносились зміни.

## Відомі евенки
- Бомбогор (? — 1640) — князь союзу тунгусів-солонів та даурів, етнічне походження є дискусійним.
- Ольга Кудріна (1890—1944) — жінка-шаман.
- Семен Данилович Номоконов (1900—1973) — снайпер часів Другої світової війни.
- Микита Васильович Сахаров (1915—1945) — письменник та перекладач.
- Алітет Миколайович Немтушкін (1939—2006) — поет.
- Марія Фьодорова-Нулгинет (нар. 1946) — поетеса, дитяча письменниця.
- Галина Іванівна Кептуке (також Варламова, Варламова-Кептуке) (нар. 1951) — письменниця, фольклористка.
- Урелту (нар. 1952) — письменник.
- Дулар Осор Чаоке (над. 1958) — лінгвіст, спеціаліст по тунгусо-маньчжурських мовах.

## Евенки на фото

Воїн
Діти
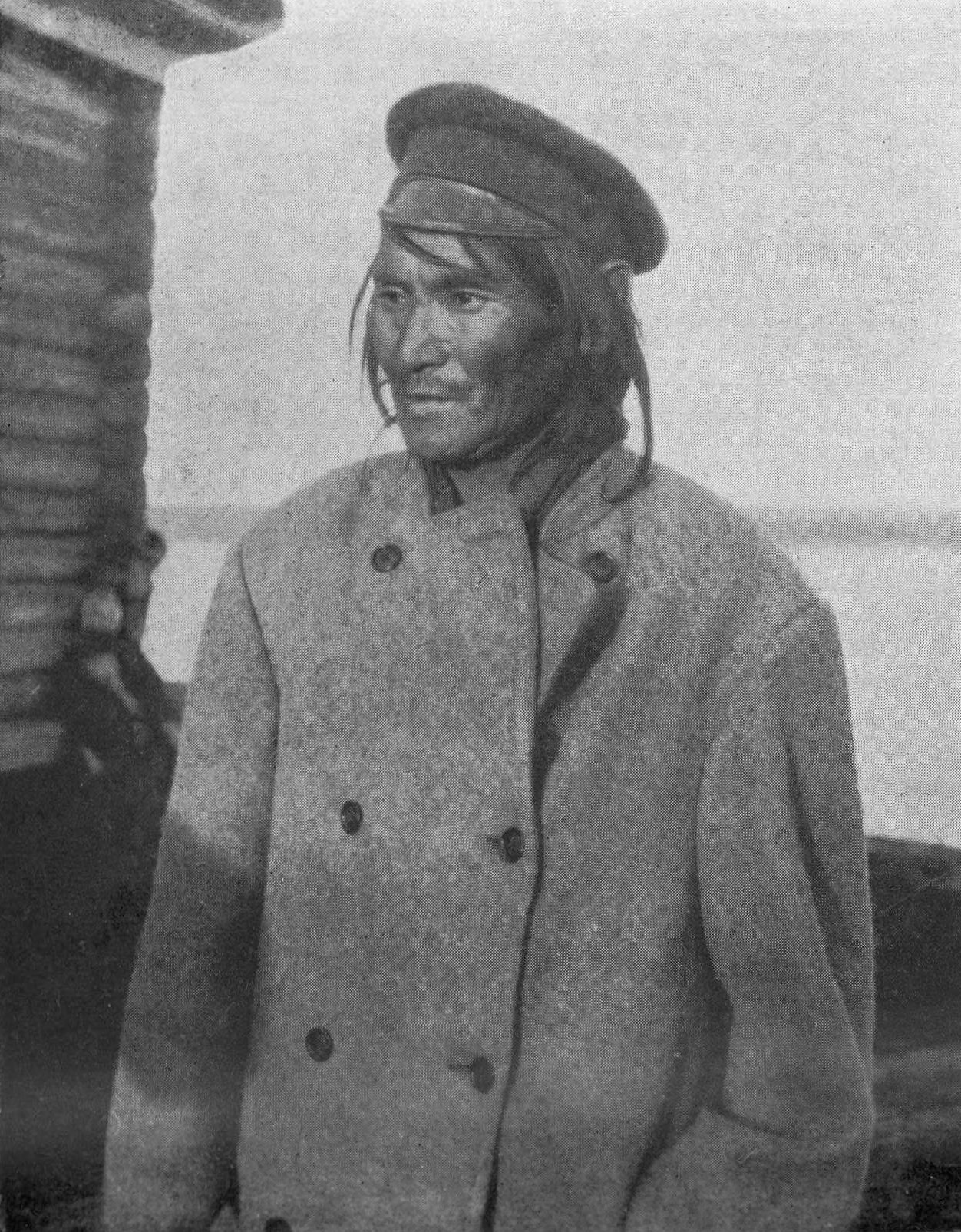
Евенк на фото Нансена
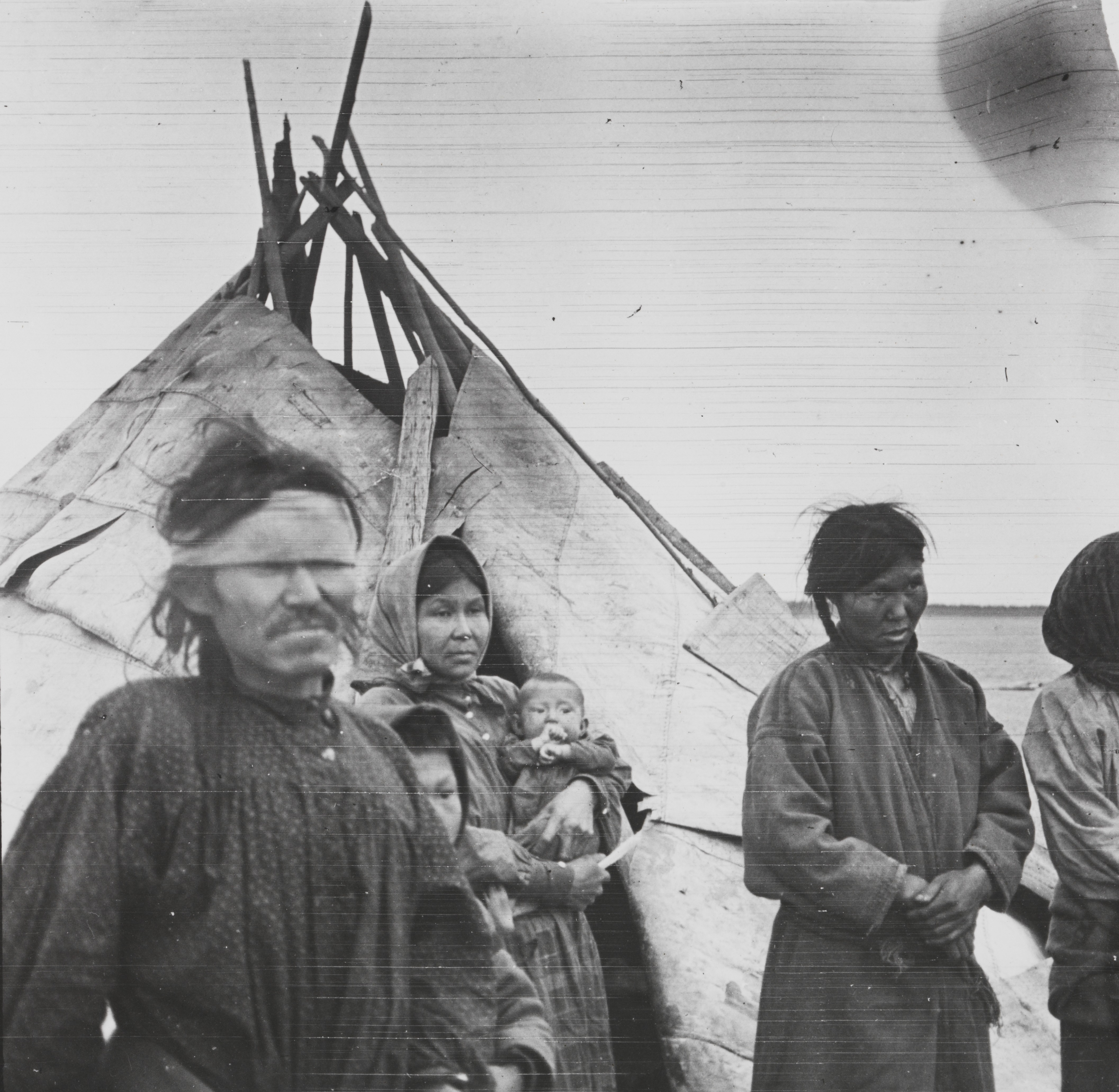
Евенки на фото Нансена
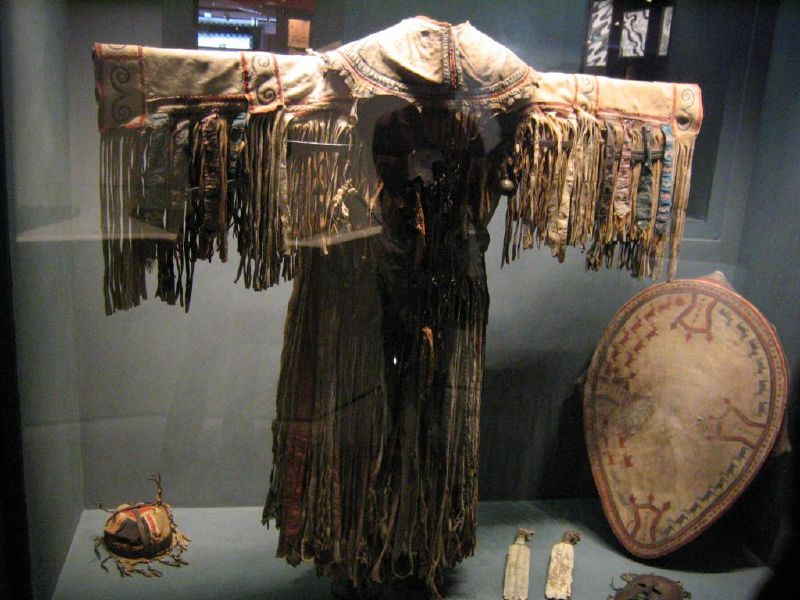
Шаманський костюм
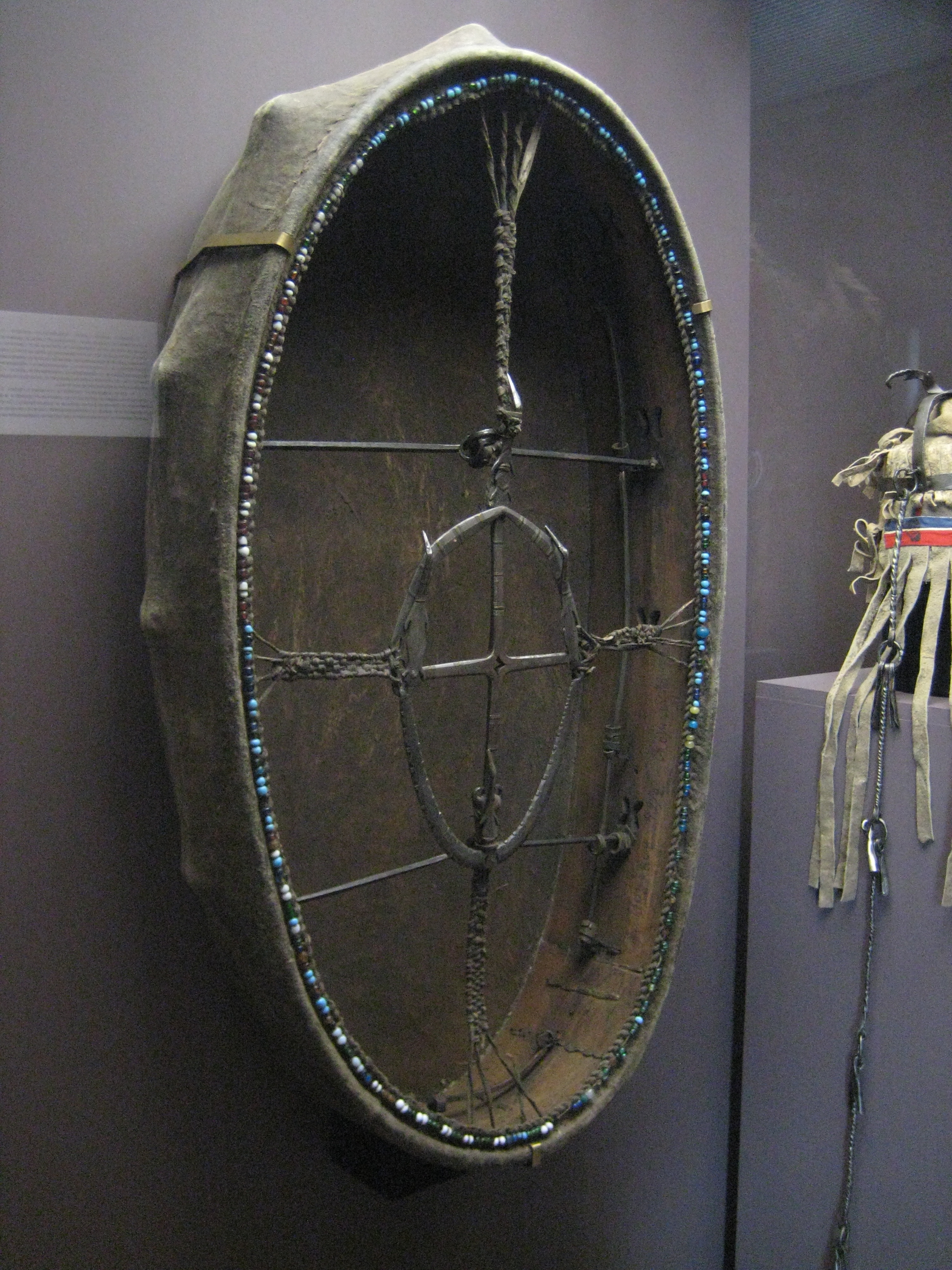
Шаманський бубен
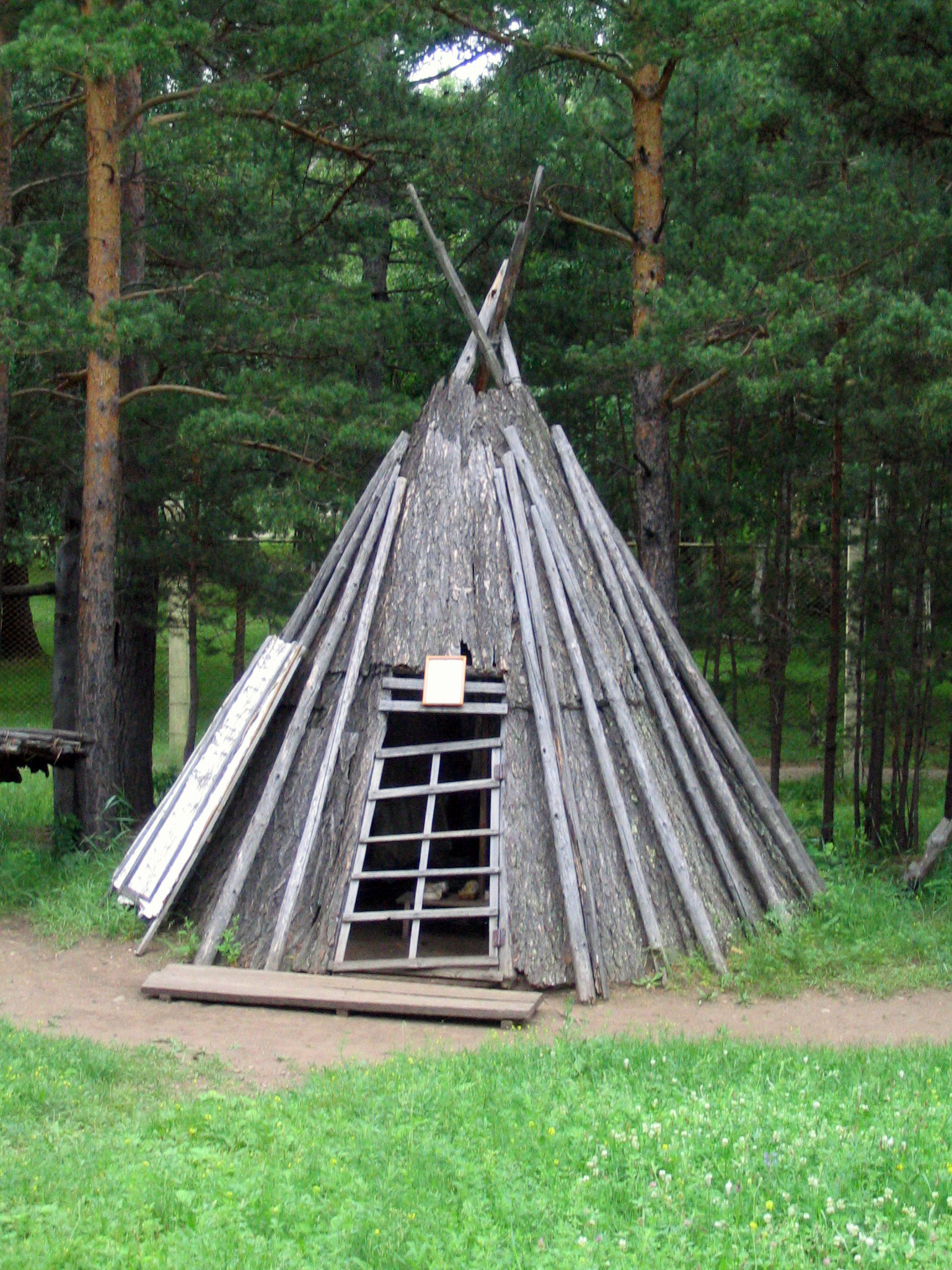
Евенкський чум